# Idiochlora olivata
Idiochlora olivata är en fjärilsart som beskrevs av W. Warren 1897. Idiochlora olivata ingår i släktet Idiochlora och familjen mätare. Inga underarter finns listade i Catalogue of Life.